# Dinkelscherbener Moor
Dinkelscherbener Moor este o arie protejată (arie specială de conservare — SAC, sit de importanță comunitară — SCI) din Germania întinsă pe o suprafață de 49,98 ha, integral pe uscat.

## Localizare
Centrul sitului Dinkelscherbener Moor este situat la coordonatele 48°20′08″N 10°37′02″E / 48.3356°N 10.6172°E.

## Înființare
Situl Dinkelscherbener Moor a fost declarat sit de importanță comunitară în noiembrie 2004 pentru a proteja un număr necunoscut de specii din flora spontană și fauna sălbatică aflate în arealul zonei. Situl a fost protejat și ca arie specială de conservare în aprilie 2016.

## Biodiversitate
Situată în ecoregiunea continentală, aria protejată conține 2 habitate naturale: Mlaștini oligotrofe degradate, capabile încă de regenerare naturală, Mlaștini împădurite.
La baza desemnării sitului se află un număr nedeclarat de specii protejate.